# Evangelische Kirche (Niederroßbach)

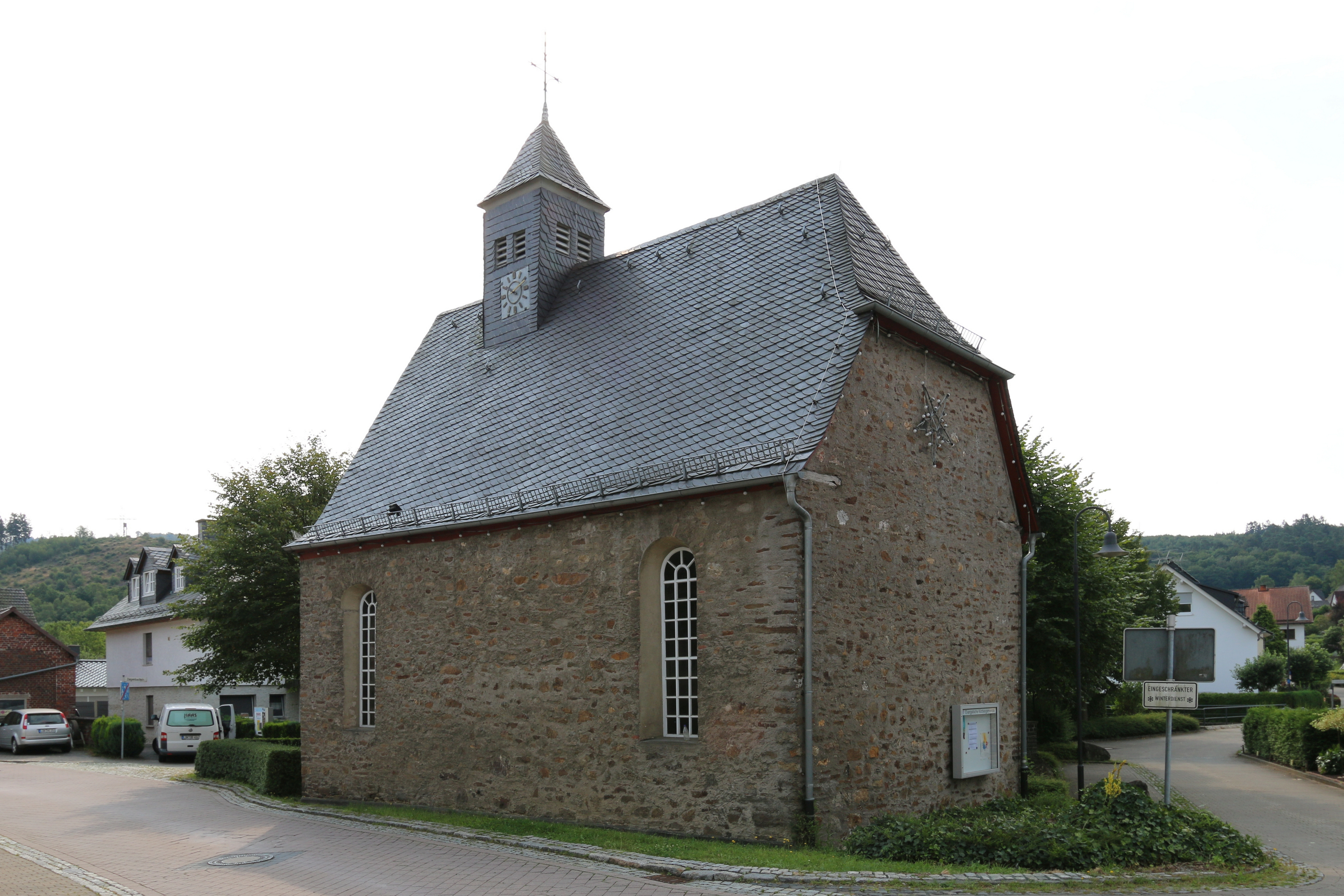
Evangelische Kirche in Niederroßbach

Die evangelische Kirche Niederroßbach ist ein denkmalgeschütztes Kirchengebäude im Stadtteil Niederroßbach von Haiger im Lahn-Dill-Kreis in Hessen. Die Kirche gehört zur Kirchengemeinde Oberroßbach im Dekanat an der Dill der Propstei Nord-Nassau in der Evangelischen Kirche in Hessen und Nassau.

## Beschreibung
Die kleine Saalkirche wurde 1781 aus Bruchsteinen erbaut. In der Nordwand ist ein älteres, rundbogiges, vermauertes Portal von einem Vorgängerbau an gleicher Stelle, in dessen Scheitel des Gewändes die Jahreszahl angegeben ist. Das Kirchenschiff ist bedeckt mit einem Krüppelwalmdach, aus dem sich über der Achse des an der südlichen Längswand gelegenen Portals ein quadratischer, mit einem Pyramidendach bedeckter Dachreiter erhebt, der die Turmuhr und den Glockenstuhl beherbergt. Der Innenraum hat dreiseitige Emporen auf hölzernen Säulen, die stumpf gegen den innen halbrunden, außen dreiseitigen Schluss des Chors auslaufen. 